# Anhiers
Anhiers ist eine französische Gemeinde mit 895 Einwohnern (Stand: 1. Januar 2022) im Département Nord in der Region Hauts-de-France. Sie gehört zum Arrondissement Douai und zum Kanton Orchies. Die Einwohner werden Anhiersois und Anhiersoises genannt.

## Geographie
Anhiers liegt an der kanalisierten Scarpe im Regionalen Naturpark Scarpe-Schelde, sechs Kilometer nordöstlich der Innenstadt von Douai. Umgeben wird Anhiers von den Nachbargemeinden Râches im Nordwesten und Norden, Flines-lez-Raches im Nordosten und Osten, Lallaing im Südosten und Osten sowie Douai im Westen.

## Bevölkerungsentwicklung
| Jahr                       | 1962 | 1968 | 1975 | 1982 | 1990 | 1999 | 2006 | 2011 | 2020 |
| Einwohner                  | 888  | 777  | 754  | 687  | 954  | 985  | 993  | 959  | 892  |
| Quellen: Cassini und INSEE |      |      |      |      |      |      |      |      |      |

## Sehenswürdigkeiten
- Kirche Saint-Jean-Baptiste
- Zeche Nr. 2 der Minen von Flines, seit 2012 Teil des UNESCO-Weltkulturerbes Nordfranzösisches Kohlerevier

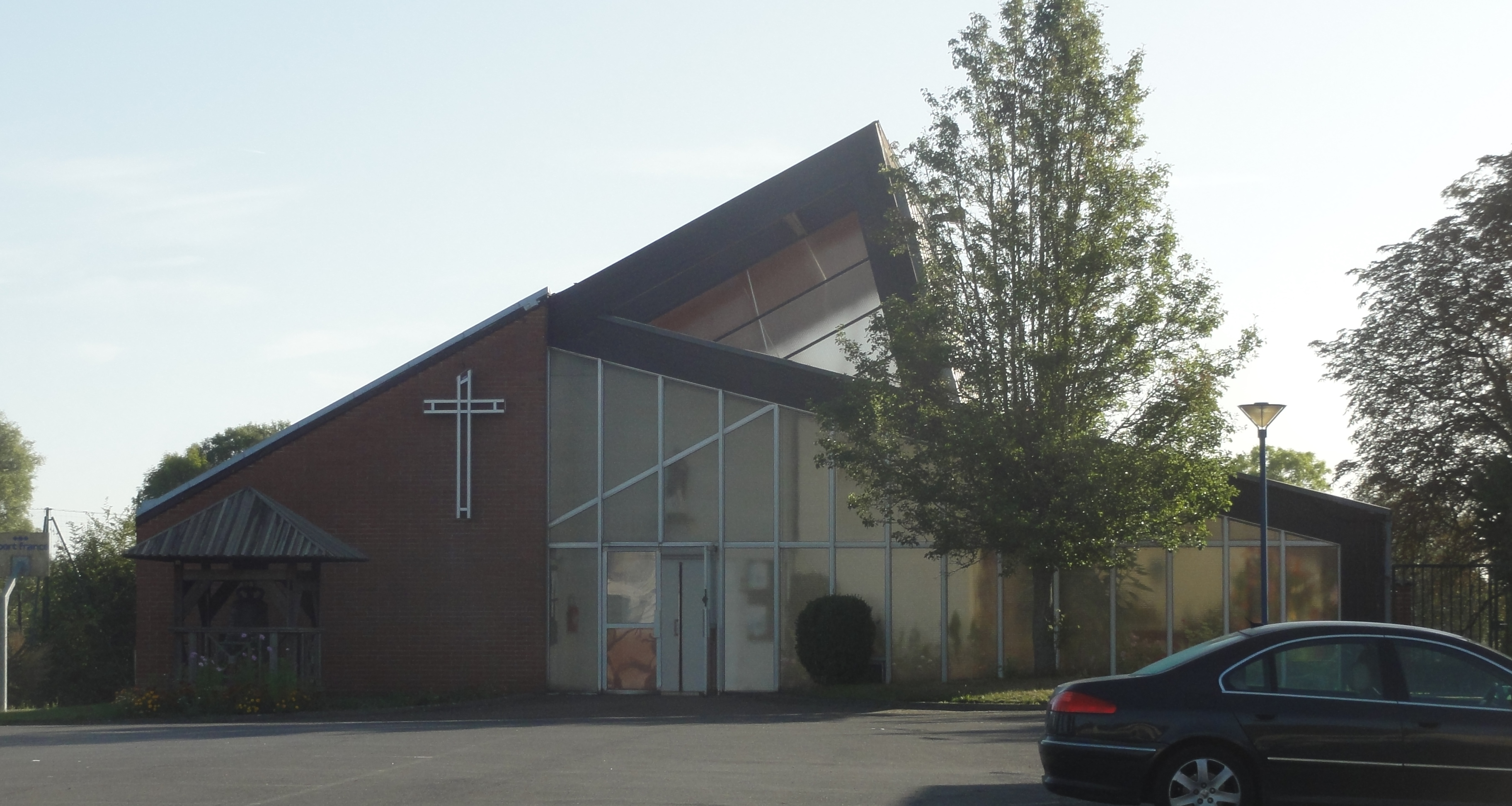
Kirche Saint-Jean-Baptiste
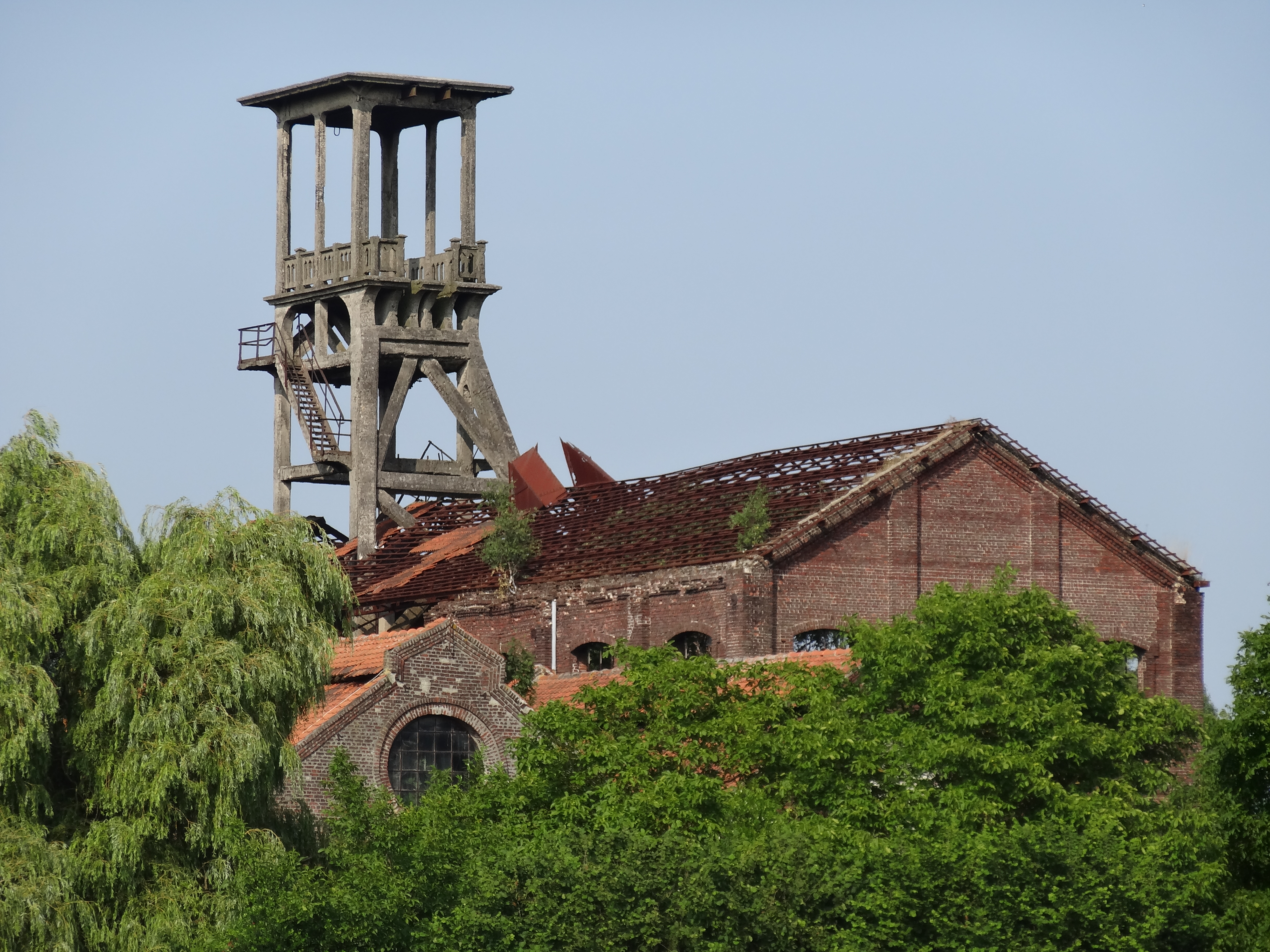
Zeche Nr. 2 der Minen von Flines
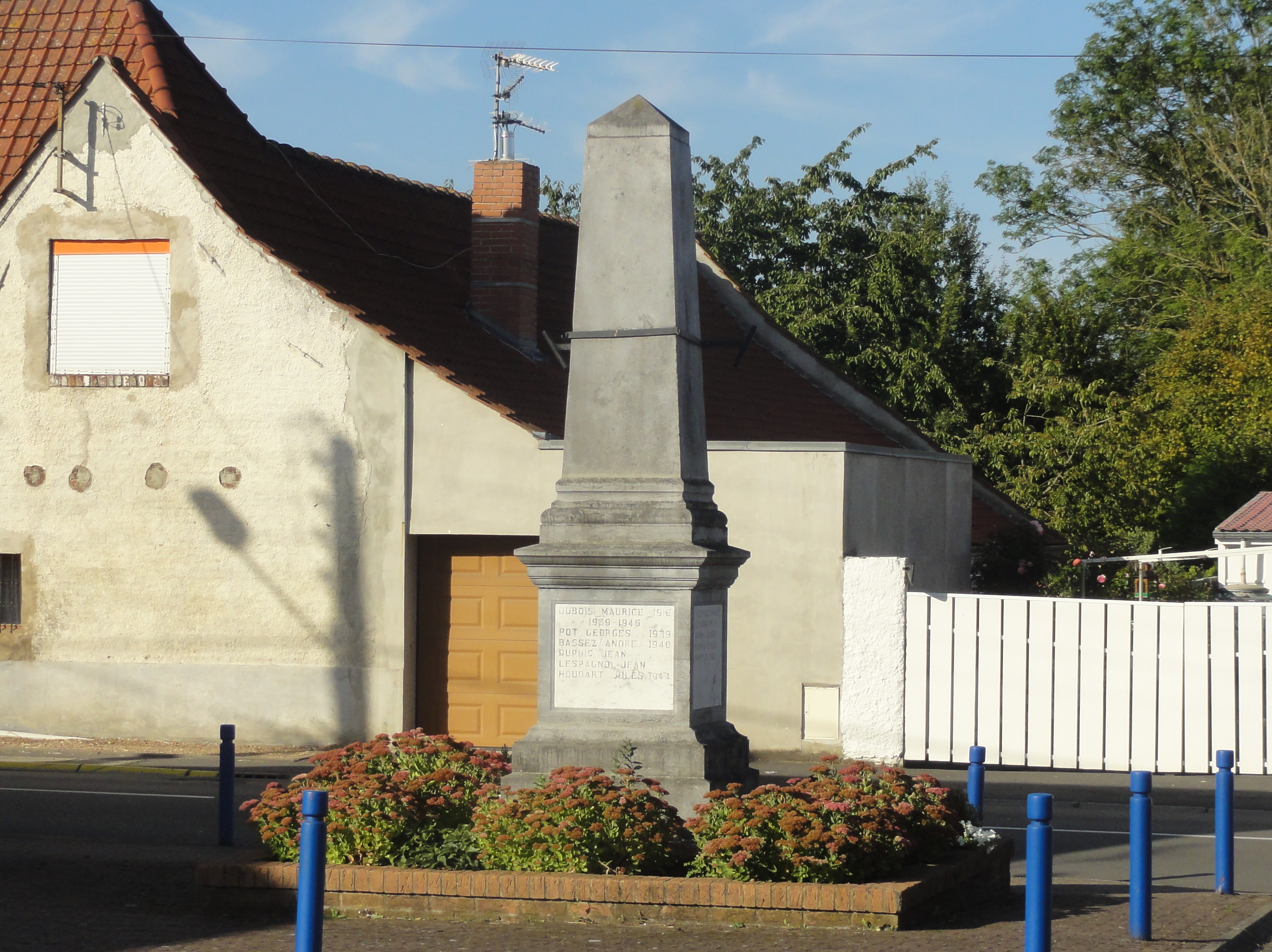
Gefallenendenkmal